# عنب الخليل

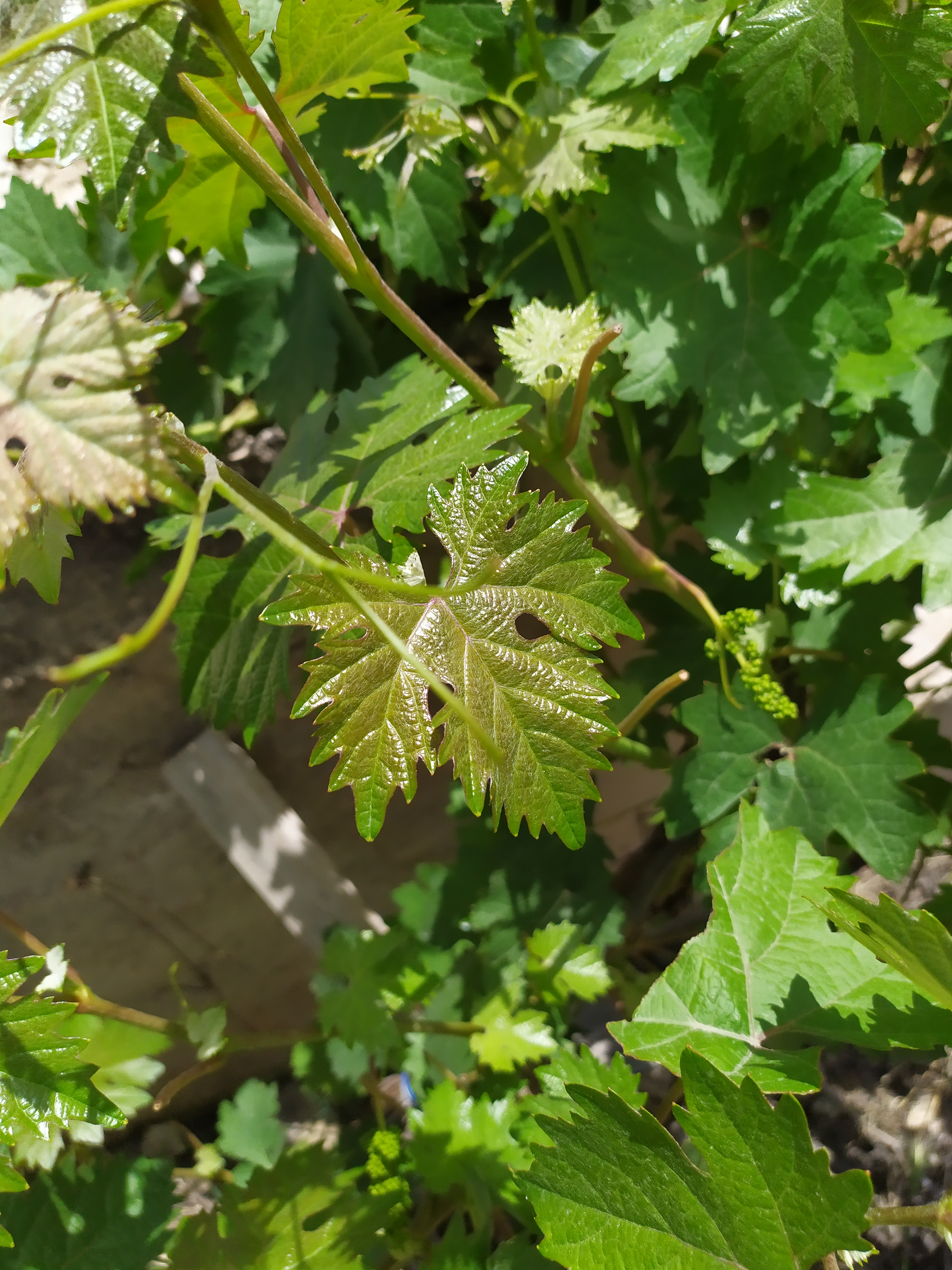
ورق العنب، أحد أطباق الطعام المفضلة في المطبخ الفلسطيني

عنب الخليل تشتهر مدينة الخليل وهي واحدة من المدن المعروفة عالمياً عبر التاريخ بزراعة العنب، ولا يمكن للفلسطينيين ذكر اسم الخليل دون عنبها، يوجد في فلسطين مليون و261 ألف شجرة عنب 60% منها في الخليل، وتشكّل مساحة الأرض المزروعة بالعنب في الخليل ما يقارب 35 ألف دونم. وتقدر نسبة إنتاج العنب في الخليل بـ50 ألف طن سنوياً فهي على مد النظر مليئة بحقول العنب الخضراء التي تجعل من المدينة مركزا مهما يحمل إرثا تاريخيا، وقد أولى أهل فلسطين اهتمامًا كبيرًا بزراعة العنب منذ عهد الكنعانيين وتدل على ذلك معاصر النبيذ الحجرية القديمة التي ما زالت آثارها ظاهرة في مختلف المناطق الفلسطينية، حيث أصبح العنب يشكل إرثًا حضاريًا وثقافيًا ورمزًا في تراث الشعب الفلسطيني وكتب فيه أشهر الأغاني بعنوان "الشهد في عنب الخليل وعيون ماء سلسبيل".

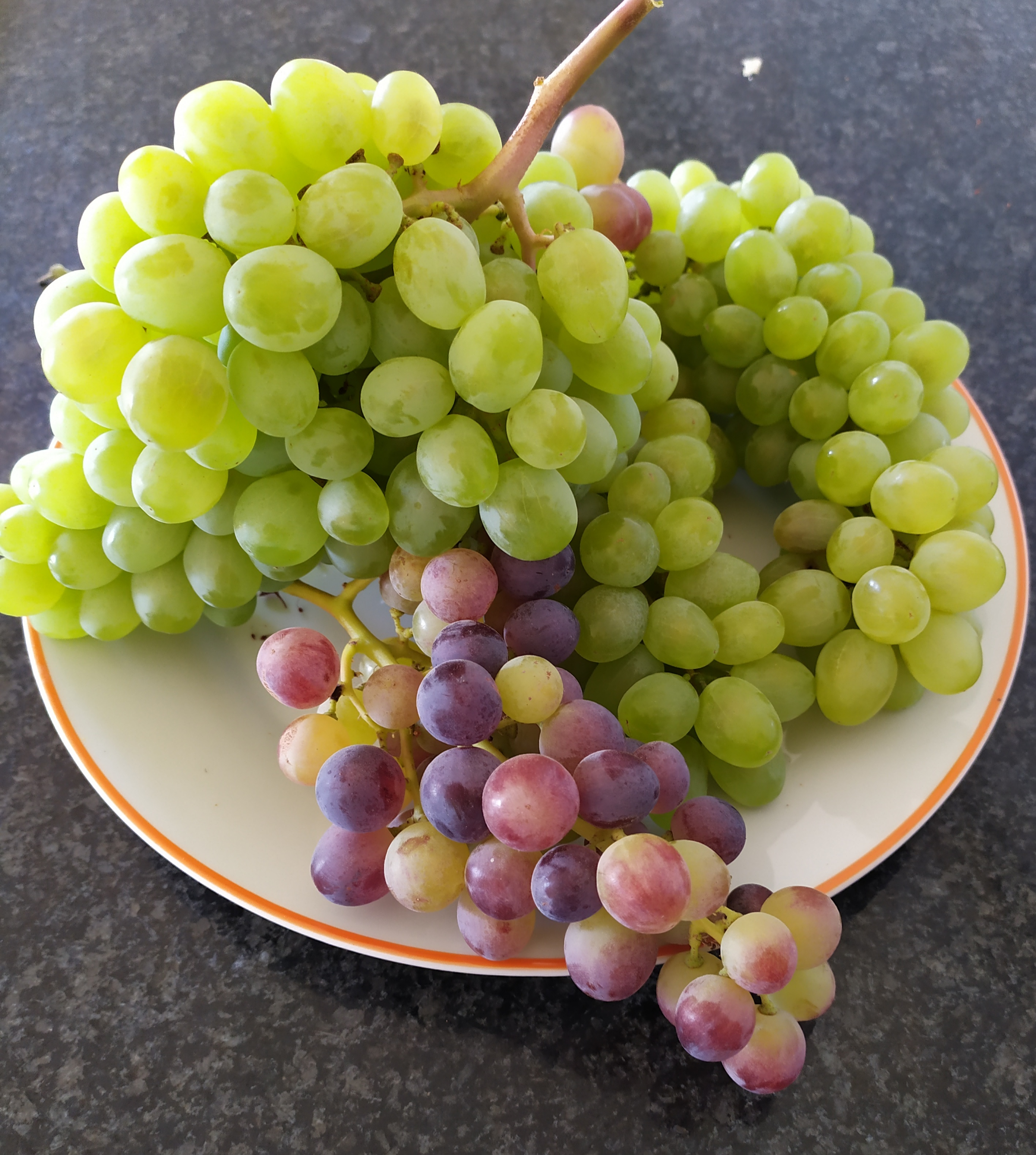
ثمار عنب،حيث تجود زراعته في أراضي مناطق محافظة الخليل بالضفة الغربية

من المناطق التي يزرع فيها العنب ( مدينة الخليل، بيت أمر، وحلحول، والعروب، وسعير، والشيوخ ودورا).

## أصنافه
للعنب الخليلي ألوان وأسماء مختلفة ويصنع منه العصير والزبيب والدبس والعنبيّة والملبن. وتعيش شجرة العنب من (15- 60) عام لتُشكل تراثًا وتاريخًا بعمرها الطويل الذي يصل بعضها لـ 150 عامًا مثل العنب الجندلي. له 16 نوعًا واسماً منها: 
| الرقم | الصنف               | مواصفاته                                                      | الرقم | الصنف         | مواصفاته                                                             |
| ----- | ------------------- | ------------------------------------------------------------- | ----- | ------------- | -------------------------------------------------------------------- |
| 1     | الدابوقي (البلدي)   | لونه أبيض متوسط النضج، يصنع منه عصيرًا وزبيبًا والملبن          | 2     | الجندلي       | ثماره صفراء، وبذوره قليلة ويصنع منه الزبيب.                          |
| 3     | الزيني              | ثماره مستطيلة بيضاء ويعد من عنب المائدة.                      | 4     | البيروتي      | ثماره كروية إلى مستطيلة ولونه أبيض وجلدته سميكة.                     |
| 5     | الحمداني            | ثماره مستديرة بقشرة سميكة ولونه أصفر ونسبة السكر فيه عالية.   | 6     | المراوي       | قشرته سميكة مليئة بالبذور وحجمه كبير طعمه غير مرغوب كثيراً            |
| 7     | الفحيصي (المطرطش)   | ثماره دائرية وردية تتخللها بقع بنفسجية وبقع خضراء وسكره قليل. | 8     | الحلواني      | ثماره كبيرة لونها أحمر بقشرة رقيقة وبذوره صغيرة.                     |
| 9     | الشامي              | ثماره كروية الشكل سوداء اللون منتشر بالأسواق                  | 10    | البيتوني      | ثماره سوداء وبذوره كروية وحلاوته عالية ويستهلك بكثرة.                |
| 11    | الدراويشي (الشيوخي) | قشرته مغطاة بطبقة شمعية وثماره مستطيلة واللب فيه عالي.        | 12    | الرومي الأحمر | حباته كبیرة بذریة حلوة قلیلة العناقید تظل على الأشجار حتى شهر دیسمبر |
| 13    | مسكات الإسكندرية    | مخروطي الشكل لونه أخضر مصفر إلى ذهبي                          | 14    | السلطاني      | صفراء مخضرة عدیمة البذور. ترتفع في عصیرها نسبة السكریات              |
| 15    | برليت               | كبير الحجم متزاحم مستديرة لونها أبيض ذهبي عديمة البذور        | 16    | ديلات         | متوسطة الحجم لونها أبيض مصفر عند النضج.                              |

## المشاكل التي تواجهه
إن قيمة محصول العنب المنتجة تشكل أحد ركائز الاقتصاد الوطني وتقترب من 20 مليون دولار سنويا فضلا عن 6 ملايين دولار أخرى يتم الحصول عليها بفضل تسويق أوراق العنب الخضراء. الا أن عنب الخليل يواجه مشاكل كثيرة أثرت عليه بشكل ملحوظ منها:
- مصادرة الأراضي وبناء المستوطنات الاسرائيلية حيث يقام 26 مستوطنة في مدينة الخليل ومحيطها، وهذا يمنع التوسع العمراني بشكل طبيعي فيتوجه السكان بالبناء على حساب الأراضي الزراعية وكروم العنب، ومن جانب أخر فقد عمد المستوطنون الإسرائيليون على زراعة المستوطنات بالعنب وهذا شكل عامل منافس للعنب الخليلي.
- ارتفاع تكاليف مستلزمات الإنتاج وعدم توفير المبيدات والأسمدة بشكل دائم وقلة المياه تضر بجودة الإنتاج.
- صعوبة التسويق المحلي والخارجي بسبب احتكار سلطات الإحتلال للمعابر.

## مهرجان العنب السنوي
إنطلق مهرجان العنب الأول في العام 2011 من جامعة الخليل وأصبح إحتفالا سنويا يقام لمدة ثلاث أيام لمناصرة ودعم سكان الخليل وتجارها، ولإعادة الحياة إليها في مواجهة منغصات الإحتلال وإجراءاته، وهي رسالة أيضاً بأن الفلسطينيين وأهالي الخليل والبلدة القديمة على وجه الخصوص لن يتركوها فريسة لأطماع المستوطنين ومخططاتهم التوسعية.
يهدف المهرجان إلى الترويج والتسويق لمنتج العنب ودعمه كونه المنتج الإقتصادي الأساسي فيها، وتطوير القدرات التسويقية للمزارعين خاصة فيما يتعلق بالتعبئة والتغليف، وتفعيل دور المرأة الريفية، وتعزيز دور التشارك وتبادل الخبرات والمعرفة، كما يشكل المهرجان مناسبة إجتماعية وثقافية وفنية يلتقي الأهالي من مختلف المدن الفلسطينية لإحياء هذا الموسم.
يعرض في المهرجان منتجات وحرف وصناعات تقليدية مثل تطريز السيدات في المنطقة وملابس ومواد ترمز إلى التراث والفلكلور الشعبي في كالأثواب والعمامة والقمباز وخبز الصاج والطابون وغيرها